# Miguel Antonio Castro Grández
Miguel Antonio Castro Grandez (Chachapoyas, 15 de enero de  1974) es un político peruano. Perteneció a Fuerza Popular hasta su renuncia en enero de 2019, habiendo siendo electo congresista de la República del periodo 2016-2021.

## Biografía
Es hijo de Miguel Castro y María Grández, nació y pasó su infancia en Chachapoyas. Estudió la primaria en el Colegio San Nicolás y la secundaria en el Colegio Toribio Rodríguez de Mendoza. Al terminar la secundaria, viajó a la ciudad de Lima para realizar sus estudios universitarios.[cita requerida]
Se graduó como abogado en la Universidad San Martín de Porres en Lima, Perú.
Se ha desempeñado profesionalmente gerenciando empresas privadas y también ha laborado en instituciones públicas, tales como el Organismo de Formalización de la Propiedad Informal – COFOPRI, el Servicio de Administración Tributaria de Lima – SAT y el Poder Judicial.

## Vida política
En las elecciones generales realizadas en el mes de abril del año 2016, fue elegido congresista de la República por la región Amazonas.
En el año 2018, fue citado como testigo en el caso que investiga la fiscalía relacionado al caso Keiko Fujimori investigada por  el presunto delito de lavado de activos en relación con el  financiamiento de la campaña presidencial, investigación que busca comprobar su responsabilidad. En el mes de enero de 2019, renuncia a Fuerza Popular Tras la disolución del Congreso decretado por el presidente Vizcarra su cargo llegó a su fin el 30 de septiembre de 2019.

## Críticas y controversias
Se le acusa de apoyar indirectamente (mediante uso de personas allegadas) en el presunto lavado de activos para la financiación de la campaña presidencial de Keiko Fujimori. a la fecha no fue incluido en la investigación ha sido considerado como testigo, debido a que no ha  sido comprobada su responsabilidad.
Se publicó un reportaje de una supuesta  apropiación de la vivienda de un policía en situación de retiro, pero diversos medios han informado que el caso no es directamente contra el sino contra una persona de su familia.